# Perania cerastes
Perania cerastes là một loài nhện trong họ Tetrablemmidae.
Loài này thuộc chi Perania. Perania cerastes được Schwendinger miêu tả năm 1994.